# Момотенко, Александр Иванович
Александр Иванович Момотенко (укр. Олександр Іванович Момотенко; 15 января 1915, село Новый Буг — 17 августа 2012, Николаев) — председатель Николаевской областной организации ветеранов Украины, г. Николаев, Герой Украины (2005).

## Биография
Родился 15 января 1915 года в бедняцкой семье села, которое затем стало районным центром и городом Новый Буг Николаевской области. Украинец.
Родители были крестьяне. Отец — Иван Алексеевич Момотенко, мама — Прасковья Ивановна Цегельная. Когда умерла мама, ему, старшему из детей, исполнилось всего девять лет. По прошествии лет его отец женился и в новой семье родился ещё один сын Ваня.
В 1931 году, окончив педагогические курсы, был направлен учителем младших классов в с. Калиновку Новобугского района. Участвовал в составе комсомольских продотрядов в реквизиции зерна у крестьян в 1932-32 гг.
Комсомолец. В 1937 году, как секретарь рабкома ВЛКСМ был выдвинут в депутаты районного совета по Ульяновскому избирательному округу и избран им.
В начале 1939 года переехал в Николаев. Работал завотделом крестьянской молодёжи обкома комсомола.
В 1941 году, когда началась Великая Отечественная война, первый секретарь обкома был призван в армию и на эту должность был избран Момотенко. С декабря 1941 года находился в РККА, служил в СМЕРШ и воевал на фронтах Отечественной войны.
В мае 1945 года возвратился из госпиталя после тяжелого ранения в свой родной город. Через некоторое время приступил к работе в областном комитете партии, сначала инструктором в военном отделе, затем заместителем заведующего отделом.
В 1951 году был избран первым секретарём Центрального райкома партии, а в 1954 году — секретарём обкома Компартии Украины. 12 лет работал председателем областного комитета народного контроля — до 1986 года.
С 1987 года — председатель Николаевской областной организации ветеранов Украины, г. Николаев.
Похоронен Николаеве на Мешковском кладбище.

### Семья
Жена — Евдокия Андреевна, умерла после тяжелого заболевания в 1997 году. От брака дочь и сын — Любовь Александровна и Владимир Александрович.

## Награды
- Орден «Золотая Звезда» Героя Украины (07.05.2005 — за мужество и самопожертвование, проявленные в борьбе с фашистскими захватчиками в период Великой Отечественной войны 1941—1945 годов, выдающийся личный вклад в развитие ветеранского движения на Украине).
- Награждён советскими орденами Отечественной войны I и II степеней, Красной Звезды и «Знак Почёта»; украинскими орденами Богдана Хмельницкого 3 степени, «За заслуги» 2 степени; медалью «За трудовую доблесть».
- Почётный знак отличия Президента Украины (10.1994).
- Почётная грамота Кабинета Министров України (05.2004).
- Почётный гражданин г. Новый Буг.